# فيك هاي
فيك هاي (بالإنجليزية: Vic Hey)‏ هو لاعب دوري الرغبي أسترالي، ولد في 18 نوفمبر 1912 في Liverpool, New South Wales ‏ في أستراليا، وتوفي في 11 أبريل 1995.